# Mary Page Keller
Pour les articles homonymes, voir Keller.
Mary Page Keller, née le 3 mars 1961 à Monterey Park, en Californie, est une actrice et productrice américaine.

## Biographie
Mary Page Keller est une actrice, productrice et scénariste américaine. Elle est née le 3 mars 1961 à Monterey Park, Californie. Elle est diplômée de l'Université du Maryland et du Conservatoire de Boston. Après avoir travaillé dans un théâtre de Washington, elle s'installe à New York où elle tourne dans des soap opéras et joue dans diverses pièces de théâtre.
Mary Page Keller déménage à Los Angeles pour tourner dans la série Duet (1987) qui  la met en scène avec Matthew Laurance. Elle tourne dans de nombreuses séries, y compris Ici bébé (1991) avec Scott Baio, Camp Wilder (1992). Elle tourne dans des films tels que Négociateur (1998) aux côtés de Kevin Spacey, et le thriller politique Ulterior Motives (1993), qu'elle a également produit.

## Filmographie

### Actrice

#### Cinéma
- 1987 : Scared Stiff : Kate Christopher
- 1993 : Force brute (Ulterior Motives) : Erica
- 2007 : La Guerre selon Charlie Wilson : Mrs Wilson
- 2008 : Gigantic : Marguerite Lolly
- 2009 : Spooner : Joanne Conlin
- 2010 : Beginners : Georgia

#### Télévision
- 1990 : Revealing Evidence : Stalking the Honolulu Strangler : Sydney Westin
- 1990 - 1991 : Corky, un adolescent pas comme les autres : Gina Giordano
- 1991 : Ici bébé Saison 2 : Maggie Campbell
- 1991: Perry Mason : le cas des ambitions perdues ( the case of the ruthless reporter): Cassie Woodfield.
- 1991 : L'enfant du mensonge : Amanda Milner
- 1991 : La Petite Sauvage : La fille à l'église
- 1992 - 1993 : Camp Wilder : Ricky Wilder
- 1993 : Joe's Life : Sandy Gennaro
- 1995 : La famille parfaite : Vicky Walters-Thomas
- 1996 : Ellen : Sarah
- 1997 : Cybill : Julia Bishop
- 1997 : Cavale sans retour : Roberta Dempsey
- 1998 : Secret malsain : Ellie Ramer
- 1998 : Négociateur : Lisa Sabian
- 1999 : Johnny Tsunami : Melanie
- 1999 : Zoé, Duncan, Jack et Jane Saison 1 : Iris Bean
- 2000 : Providence Saison 2 Épisodes 20 - 21 - 22 : Monica
- 2000 : Father Can't Cope : Robin
- 2001 : Washington Police : Stephanie Pace
- 2001 : Emeril : Nora Lagasse
- 2001 : Venomous : Dr. Christine Edmonton Henning
- 2002 : The Practice Saison 7 : Melissa Halpern
- 2002 : JAG Saison 8 Episode 6 : Agent Beth O'Neil
- 2003 : The Lyon's Den Saison 1 Épisodes 10 et 12 : Janet Freed
- 2003 : Timecop 2 : The Berlin Decision : Doc
- 2003 : The Flannerys : Mary Margaret Flannery
- 2003 : JAG Saison 9 Épisodes 3 - 5 : Agent Beth O'Neil
- 2004 : Nip/Tuck Saison 2 Épisode 7 : Andrea Hall
- 2004 : NCIS : Enquêtes spéciales Saison 2 Épisode 6 : Miki Shields
- 2004 : Touche pas à mes filles Saison 3 Épisode 20 : Traci
- 2004 : New York Police Blues Saison 12 Épisodes 10 - 11 - 12 - 17 : Brigid Scofield
- 2005 : Commander in Chief Saison 1 Épisodes 1 - 2 - 3 - 4 : Grace Bridges
- 2005 : Nip/Tuck Saison 3 Épisode 5 : Andrea Hall
- 2006 : Esprits criminels Saison 2 Épisode 2 : Katherine Cole
- 2007 : Johnny Kapahala : Melanie
- 2007 : I'm Paige Wilson : Shelton
- 2009 : Mad Men Saison 3 Episode 11 : Annabelle Mathis
- 2009 : 24 heures chrono Saison 7 Episodes 22 - 23 : Sarah
- 2010 : Castle Saison 3 Episode 7 : Rebecca Dalton
- 2011 : Hart Of Dixie Saison 1 Episode 22 : Emily Chase
- 2011 : NCIS : Los Angeles Saison 3 Episode 10 : Angela Tully
- 2011 : The Closer : L.A. Enquêtes prioritaires Saison 7 Episode 2 : Emily Dixon
- 2011 : Supernatural Saison 7 Episode 16 : Joyce Bicklebee
- 2011 : Les Experts Saison 12 Episode 14 : Leslie Clyborn
- 2012 : Perception Saison 1 : Juge Karen Trent
- 2012 : Scandal Saison 2 Episode 18 : Susan Osborne
- 2012 : Hart Of Dixie Saison 2 Episodes 1 - 2 - 8 : Emily Chase
- 2012 : Grimm Saison 2 Episode 8 : Dr. Higgins
- 2012 : Pretty Little Liars Saison 3 Episodes 8 - 9 - 10 - 20 : Dianne Fitzgerald
- 2014 : Harry Bosch Saison 1 Episodes 4 - 5 - 10 : Christine Waters
- 2014 - 2015 : Chasing Life Saison 1 et 2 : Sara Carver

### Scénariste
- 2012 : Grimm Saison 2 Episode 14

### Productrice
- 1988 : A Place to Hide
- 1991 : Night of the Warrior
- 1993 : Ulterior Motives